# 泣き部屋
泣き部屋（なきべや、英語: Cry room）（こども室）とは、乳幼児を連れた人がプライバシーのため、あるいは他人に迷惑を掛けないために教会堂、市民ホールなどに用意された空間をいう。泣き部屋は、多くの場合、内部で発生した騒音を減衰させるために防音素材で設計されている。また多くは、礼拝の様子を聞くことができるようにスピーカーシステムをも装備している。絨毯敷きで赤ちゃんが自由にハイハイができるようになっていたり、おもちゃや絵本が置いてあったり、ガラス張りで聖堂内やホール内がよく見えるようなつくりになっていたりすることが多い。一階の後方のエントランス近く、二階席などに設けられる。
いくつかの教会では子どもが「あやしてもなだめることができなくなった状態で、あばれてしまったり、あるいは周囲の熟考を妨げるおそれがある」ほどと保護者が判断したときのために泣き部屋を用意している。
親が赤ちゃん連れ・子連れであることで周囲に過度に気を遣ったり恐縮することなく遠慮なく礼拝や演奏会に参列・鑑賞できるように、また子どもには無理な大人の規律を押し付けられることなく安心して参加がかなうようにとの配慮からもうけられているものであり、名前に関わらず、泣いてなくても使用され、こどもでなくても（保護者も）一緒に同室することができる。